# Zita Pallavicini
Barbora Zita Pallavicini, rozená Pallavicini Borbála Zita (* 5. ledna 1971, Budapešť) je česko-maďarská příležitostná televizní komentátorka a herečka, pracovala také jako manažerka modelingové agentury.

## Život
Narodila se jako dcera maďarského hraběte italského původu Andrássy-Pallaviciniho. Její matka, Tamara Papulajová (1951–1991), byla adoptovaná a její původ není potvrzený. Matky adoptivní otec, Josef Papulaj (1917–1998) se narodil v Šariši v Prešovském okrese, vystudoval práva, postupně pracoval jako učitel i československý diplomat v Bagdádu. Později studoval teologii a z Vídně emigroval do Kanady a ve věku 65 let se v Torontu nechal vysvětit řeckokatolickým knězem. Její prababička z otcovy strany Barbora Pallavicini-Andrássy pocházela ze slovenské větve Andrássyů z Krásné Hůrky. 
Zita strávila dětství střídavě v Praze nebo na venkově s matkou, nevlastním otcem a mladší sestrou. Ve své životopisné knize vzpomíná mimo jiné na pražskou školu, na balet a na hodiny gymnastiky v oddílu Sparta Praha, kde ji trénovala Věra Čáslavská. U matky se prý projevovala duševní nemoc (bipolární porucha), která posléze Zitu donutila k odchodu. Přestěhovala se tedy k babičce Judit Székely do Budapešti, kde studovala balet, avšak utrpěla zranění, kvůli kterému byla nucena kariéru ukončit. 
V roce 1989 emigrovala do Kanady za otcem a jeho druhou manželkou Agnes Timár. V Toronta pracovala postupně jako prodavačka, letuška a statistka u divadla. V roce 1990 se vrátila do Prahy, kde se seznámila se s Johnem Casablancasem, spolumajitelem agentury American Elite Modeling, který jí nabídl práci manažerky a bydlení. Svou matku zastihla jen krátce, než ta byla za nevyjasněných okolností zavražděna na Silvestra roku 1991.
V roce 1995 se poprvé vdala za Rakušana Haralda Weidlera z Vídně, v roce 2015 se provdala za Oliviera Tondola. Má 2 nemanželské děti, syna Eduarda a dceru Lavinii. Za otce svého syna Eduarda označila knížete Karla Schwarzenberga, s nímž udržovala 6 let poměr. Schwarzenbergovo otcovství se nikdy oficiálně nepotvrdilo.

## Rodina a památky

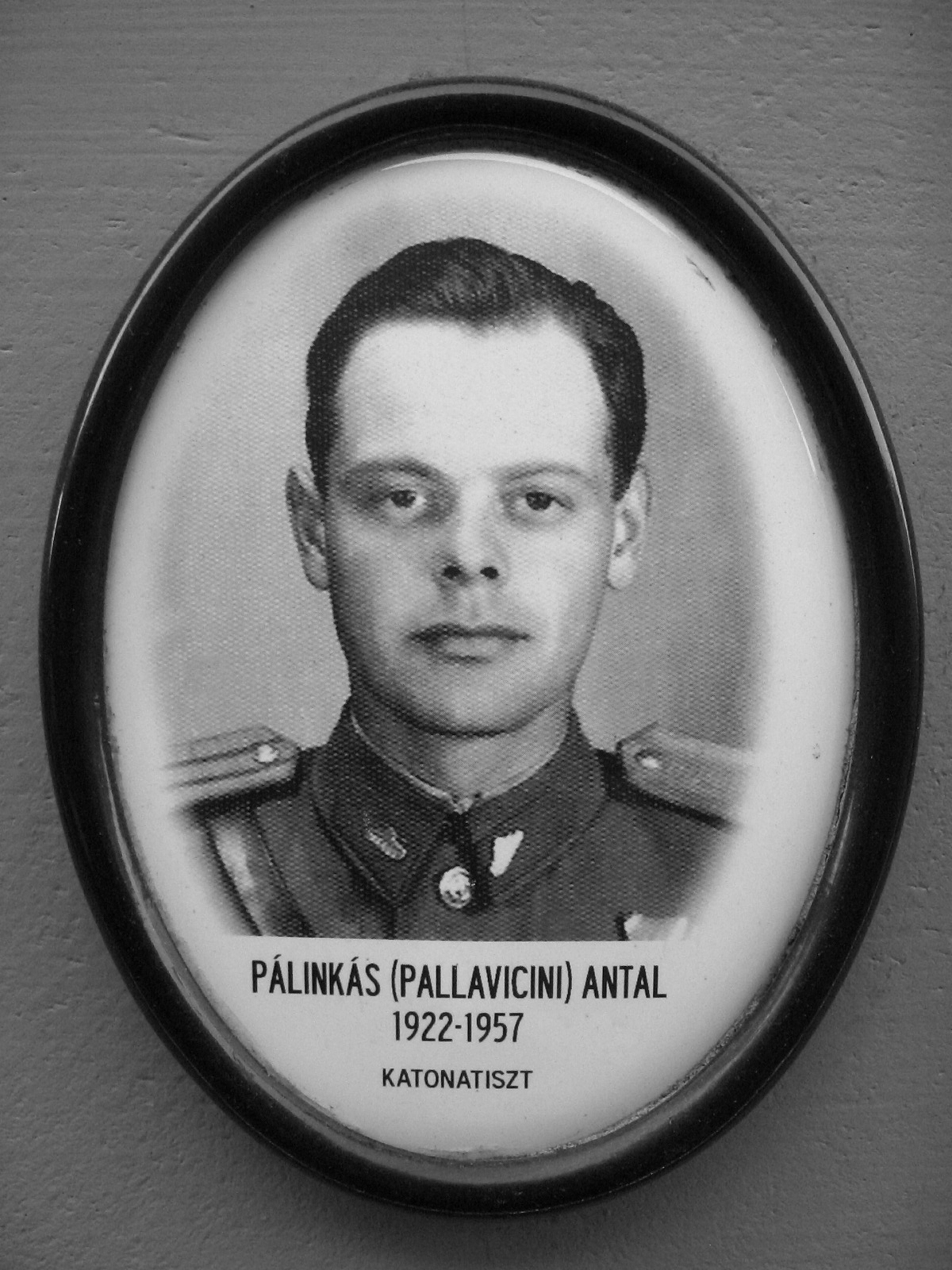
Dědeček Antal Pallavicini na fotografii z náhrobku

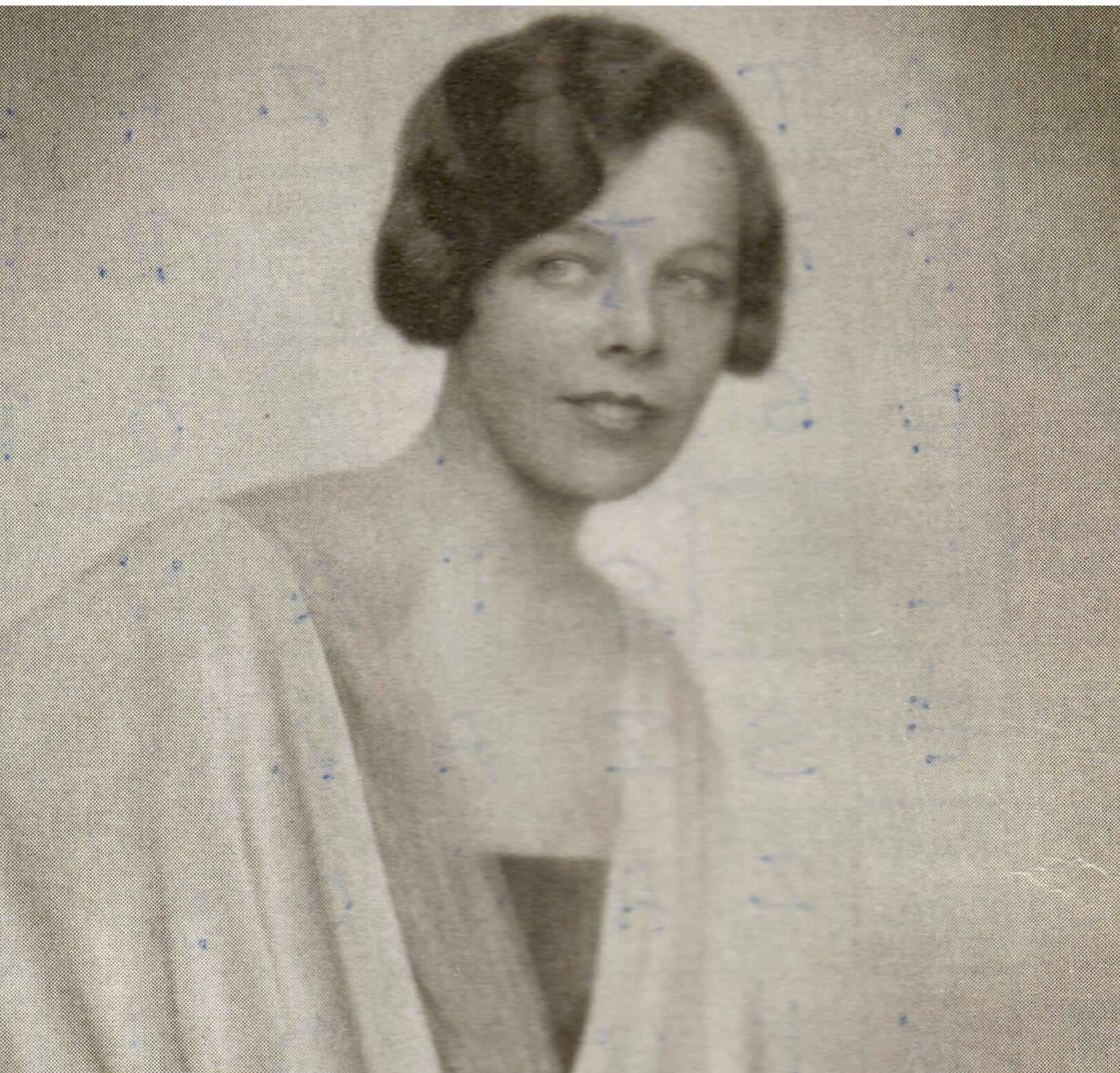
Barbora Andrássy-Pallavicini

Zita po otci pochází z prastarého lombardského rodu Pallaviciniů, kteří užívali od 12. století titul markrabě. Rod se od středověku rozrostl do několika rodových větví nejen v Itálii, ale také v Uhrách se sídly v Čechách (Dašice na Královéhradecku) a na Moravě (Jemnice, posledním majitelem zámku byl do konce druhé světové války bratr Zitina pradědečka Alfons Pallavicini (1883–1958)).
Rodina získala roku 1803 uherský indigenát, roku 1811 český inkolát a roku 1843 byla povýšena do hraběcího stavu.
Zitin dědeček z otcovy strany byl Antal Pallavicini (1922–1957), major maďarské armády, dal se za druhé světové války přejmenovat na Pálinkás, roku 1944 přešel na stranu protifašistického odboje a později byl zajat Rudou armádou; přidal se k NKVD. Po Maďarském povstání v roce 1956 byl zatčen a v prosinci 1957 popraven. Jeho rodiči byli György Pallavicini (kterého odvlekli ruští vojáci za druhé světové války a není známo místo jeho hrobu), prababičkou Zity byla Barbora Andrássy, hraběnka Csíksentkirály z Krásné Hôrky v okrese Rožňava na Slovensku. Matka Györgye Pallaviciniho byla dcerou soudce György Mailátha, který bydlel v Maďarsku. Hraběnka Barbora Andrássy byla vnučkou státníka Gyuly Andrássyho z Miercurea-Ciucu a Krásné Hôrky.
Zita Pallavicini udržuje památku svých předků, otevřela památník svého dědečka Györgyho a odhalila jeho sochu v muzeu v Móra. Podílí se také na renovaci Andrássyovského hradu v Tiszadobu v severovýchodním Maďarsku.

## Dílo

### Memoáry
- Zita Pallavicini: Deník šílené markraběnky. Z maďarštiny přeložila Tatiana Notinová. Nakladatelství Garamond Praha 2019; stran 184; ISBN 978-80-7407-442-4

### Filmografie[8]
- Naše místo historie – Madeira (1994) spoluautorka dokumentu
- Egyetleneim (2006)
- Szobaszerviz (2011)
- Ázsia Expressz (2017)